# Maria Dolors Orriols i Monset
Maria Dolors Orriols i Monset (Vic, 25 de gener de 1914 – Barcelona, 23 d'agost de 2008) fou una escriptora catalana.
Va iniciar la seva trajectòria literària l'any 1949 com a contista i, a partir dels cinquanta, va escriure novel·les com Retorn a la vall (1950), Cop de porta (1980), Contradansa (1982), Petjades sota l'aigua (1984), Molts dies i una sola nit o Una altra sonata a Kreutzer (1985), Una por submergida (1992) i El riu i els inconscients, publicada per Adesiara Editorial l'any 2022. Aquesta darrera obra, escrita el 1950 però publicada per primer cop l'any 1990, és un dels documents més esfereïdors de la postguerra al nostre país. El 1960 va participar activament en la creació del primer Museu d'Art Contemporani de Barcelona i en fou la primera sots-directora. Membre fundadora del Club de Divulgació Literària, fou la principal editora de la revista cultural en català Aplec, frustrada per les autoritats franquistes. Fou sòcia d'honor de l'Associació d'Escriptors en Llengua Catalana i l'any 2003 va publicar Escampar la boira, una obra de caràcter autobiogràfic. Traduí del francès, amb Alberta Font, la novel·la El món fantàstic de Ti Jean L'horizon de l'escriptora antillana Simone Schwartz-Bart.
Morí el 23 d'agost de 2008 a Barcelona a l'edat de 94 anys. L'any 2018, el seu fill, Antoni Lloret i Orriols, en condició d’hereu, va cedir a la Biblioteca de la Universitat de Vic-Universitat Central de Catalunya, un fons documental procedent de l’activitat de l'escriptora (actualment en procés de tractament).
Fou declarada vigatana Il·lustre per l’Ajuntament de Vic, el 25 de gener de 2022, data en què es commemoraven 107 anys del seu naixement. És la tercera dona reconeguda amb aquesta distinció.